# Балотяска
Балотяска (рум. Baloteasca) — село у повіті Арджеш в Румунії. Входить до складу комуни Леордень.
Село розташоване на відстані 81 км на північний захід від Бухареста, 26 км на південний схід від Пітешть, 117 км на північний схід від Крайови, 105 км на південь від Брашова.

## Населення
За даними перепису населення 2002 року у селі проживали 162 особи, з них 161 особа (99,4%) румунів. Рідною мовою 161 особа (99,4%) назвала румунську.